# Clémence Pruijs van der Hoeven

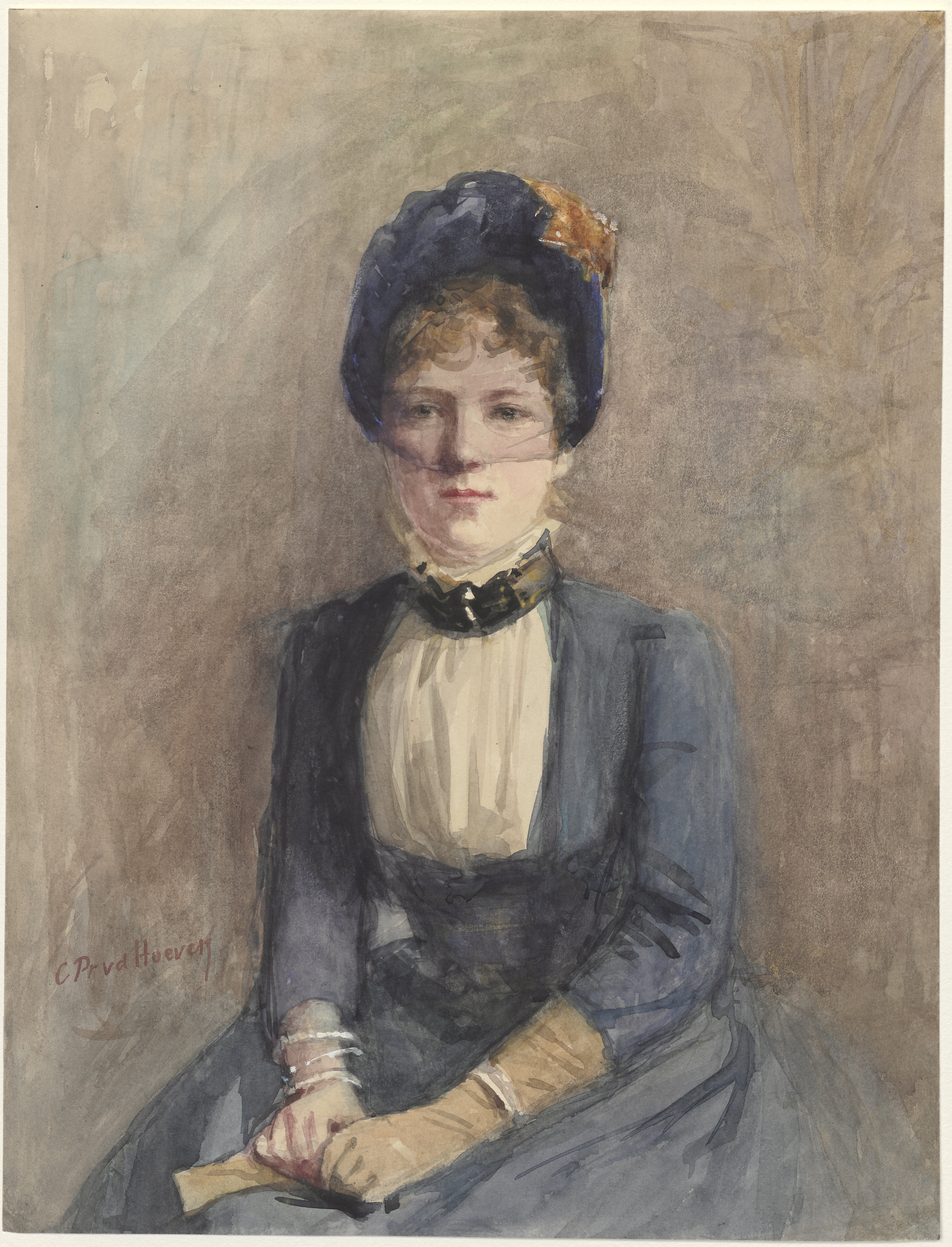
Portret van een dame in blauw

Gertrude Emelie Clemence (Clémence) Pruijs van der Hoeven (Leiden, 22 februari 1839 – Den Haag, 27 augustus 1921) was een Nederlands kunstschilder en tekenaar.

## Leven en werk
Clémence Pruijs van der Hoeven werd geboren aan de Hooigracht. Ze was een telg van de familie Van der Hoeven als dochter van de Leidse hoogleraar geneeskunde Cornelis Pruijs van der Hoeven (1792-1871) en van Maria Cornelia Trompert (1800-1899). Ze was een jongere zus van Abraham Pruijs van der Hoeven (1829-1907), die gouverneur van Atjeh werd.
Na een toelatingsexamen in februari 1871 werd Clémence toegelaten tot de Rijksakademie van beeldende kunsten in Amsterdam, als leerling in de schilderklas van August Allebé. In 1873 brak ze haar opleiding af. Een jaar later verhuisde ze van Amsterdam naar Den Haag. Pruijs van der Hoeven bleef schilderen en was schilder van portretten, figuur- en genrevoorstellingen. Catharina Alberdingk Thijm noemde haar in De Dietsche warande in 1884 een van "de veelvoorspellende portretschilders der toekomst", naast Bramine Hubrecht, Daniel Lewenstein, Wally Moes en Marie Wandscheer. Twee van de door haar geschilderde hoogleraarportretten vonden hun weg naar de Universiteit Leiden: van Willem Jonckbloet en van haar vader Cornelis Pruijs van der Hoeven. Ze maakte een portret van een meisje voor de kunstkast die door het Haags schilderkundig genootschap Pulchri Studio in 1901 werd aangeboden aan koningin Wilhelmina, ter gelegenheid van haar huwelijk met prins Hendrik.
Als lid van Pulchri Studio nam Pruijs van der Hoeven deel aan groepstentoonstellingen van de vereniging. Ze toonde haar werk daarnaast op de tentoonstellingen van Levende Meesters in Den Haag (1881), Zutphen (1889), Middelburg (1890), Rotterdam (1894) en Arnhem (1905), de Tentoonstellings-bazaar van Vrouwelijke Nijverheid en Kunst (1871) in het stadhuis van Delft, de 'tentoonstelling van kunstwerken door vrouwen vervaardigd' (1882) in het Panoramagebouw in Amsterdam, de Nationale Tentoonstelling van Vrouwenarbeid 1898 in Den Haag en De Vrouw 1813-1913 in Amsterdam. Ze werkte voor de verkoop van haar werk samen met de Haagse kunsthandel Goupel & Cie.
In 1921 exposeerde Pruijs van der Hoeven in de maand maart bij de kunsthandel van Pieter Scheen sr. in Den Haag en in juni bij de Pulchri Studio. Ze overleed een aantal maanden later, op 82-jarige leeftijd, en werd in Driehuis gecremeerd.

## Enkele werken

Portret van Cornelis Pruijs van der Hoeven[11]
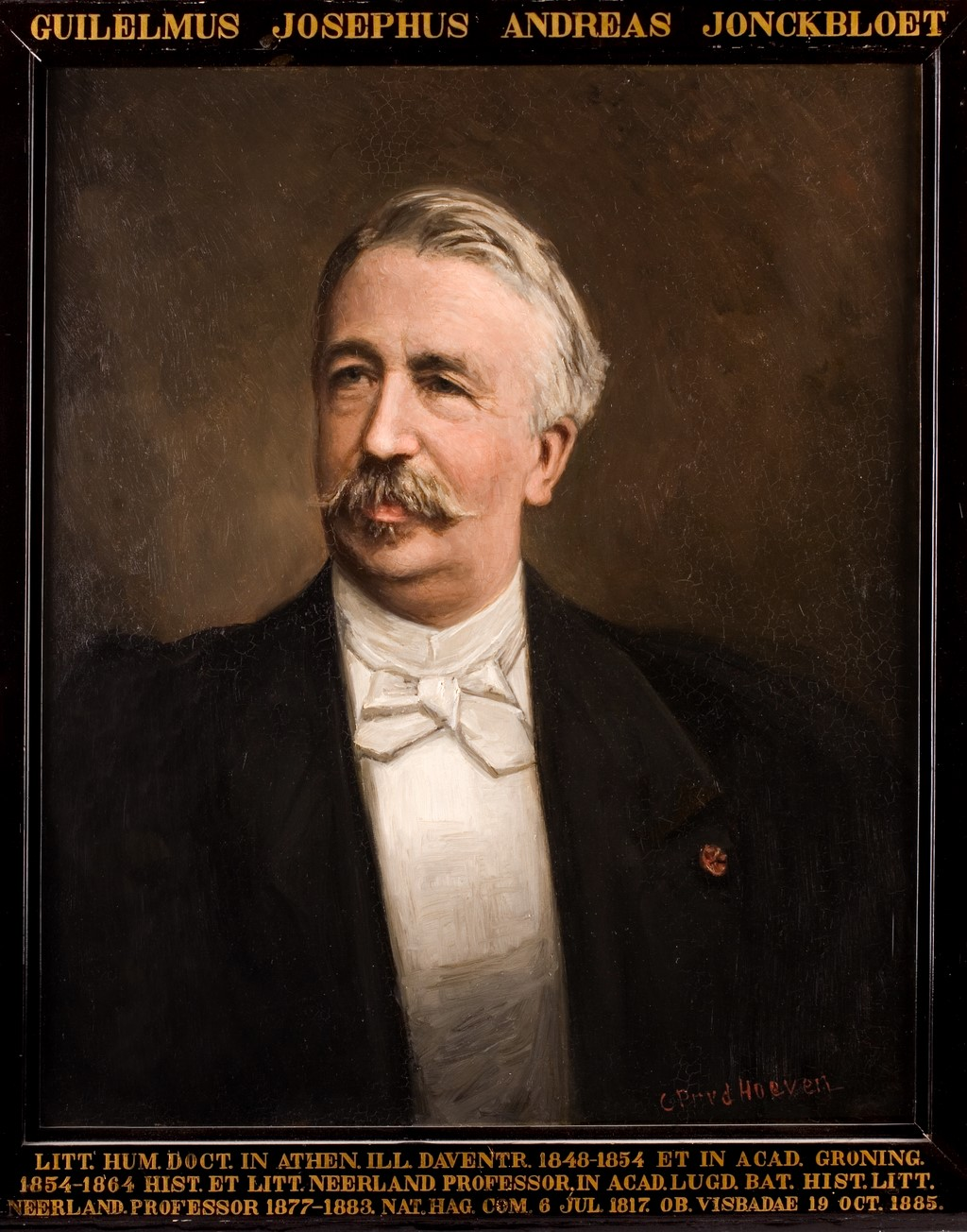
Portret van Willem Jonckbloet
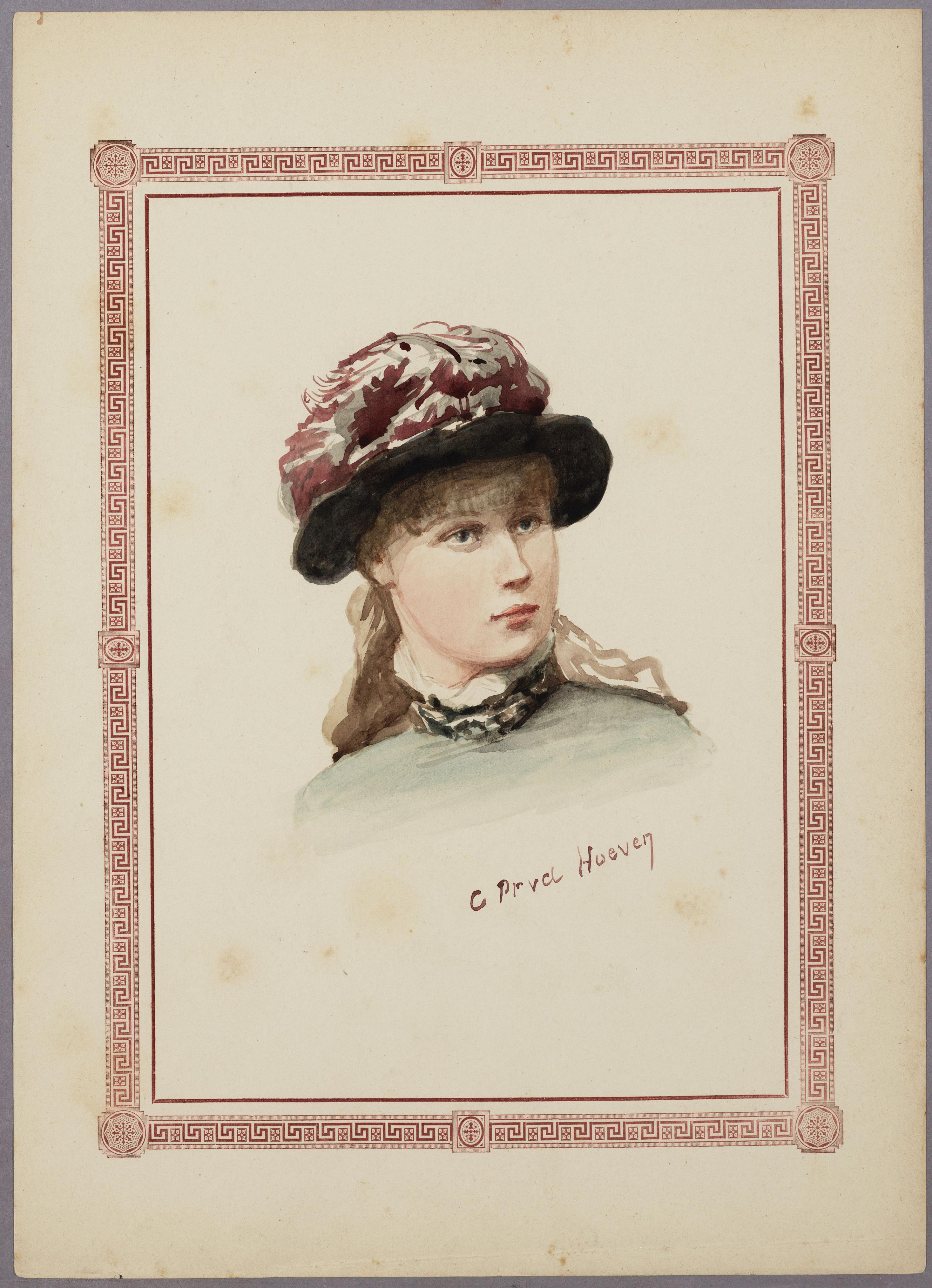
Bijdrage aan het Album van Mevrouw Bosboom-Toussaint (1882)

- Biografisch Portaal: 30621589
- RKD-Nederlands Instituut voor Kunstgeschiedenis: 279943